# Eustrotia bernica
Eustrotia bernica là một loài bướm đêm trong họ Noctuidae.